# Erwin Angermeyer von Rebenberg
Erwin Angermeyer von Rebenberg, avstrijski general in vojaški zdravnik, * 9. junij 1888, † 20. marec 1963.

## Življenjepis
Leta 1910 je opravil enoletni vojaški rok in nato pričel s študijem medicine na Univerzi na Dunaju; doktoriral je 10. maja 1913.
Med prvo svetovno vojno je bil sprva zdravnik v 5. pehotnem polku (1914–1917), nato pa je bil prestavljen na Dunaj. 
Po vojni je ostal v vojski; med letoma 1920 in 1933 je bil bataljonski zdravnik 3. alpskega lovskega bataljona; v tem času je opravil tudi tečaje za vojaškega gorskega vodnika. Za tri mesece je bil dodeljen 3. pionirskemu bataljonu, nato pa se je vrnil nazaj h gorskemu bataljonu (1933–1935). Nato je bil polkovni zdravnik 12. pehotnega polka (1935–1937) in brigadni zdravnik 8. brigade (1937–1938).
Po anšlusu je bil premeščen v Wehrmacht. Sprva je bil zdravnik v 18. vojaškem okrožju (1938–1939), nato pa korpusni zdravnik v zaledju 18. armadnega korpusa (1939). 
Med drugo svetovno vojno je nato bil divizijski zdravnik 56. pehotne divizije (1939–1940), zdravnik pri Višjemu poveljstvu za posebne namene LX (1940–1941), korpusni zdravnik 38. armadnega korpusa (1941–1943), nakar je bil postavljen v rezervo.
Upokojil se je 30. aprila 1945.